# Ciccaba
Ciccaba är ett fågelsläkte i familjen ugglor inom ordningen ugglefåglar. Släktet omfattar endast två arter, varav en utdöd, som förekommer i Latinamerika från Mexiko till norra Argentina och Bolivia:
- Brunstrimmig uggla (C. virgata)
- Svartvit uggla (C. nigrolineata)
- Svartbandad uggla (C. huhula)
- Brunbandad uggla (C. albitarsis)

Släktet inkluderas ofta i Strix.